# Biko
A Biko című dal Peter Gabriel angol rockzenész apartheidellenes tiltakozó dala.
A dal himnikus hangvételű mű, amelyet a fekete dél-afrikai aktivista, Steve Biko 1977. szeptember 12-i halála ihletett, amelyet rendőri őrizetben a személyzet brutalitása következtében szenvedett el. Peter Gabriel rögtön megírta a dalt, amint értesült Biko haláláról. A dalszöveg, amely xhosa szavakat is tartalmaz, leírja mind Biko halálát, mind az apartheid kormány alatti erőszakot. A dalt Biko temetésén előadták; Dél-Afrikában betiltották.
A dalnak hatalmas politikai hatása volt, az apartheiddel szembeni ellenállást a nyugati populáris kultúra részévé tette. Gabriel a számot Nelson Mandela 70 éves születésnapi koncertjén elénekelte a Wembley Stadionban, 1988-ban. A brutális gyilkosság soha nem került bíróság elé.

## Híres felvételek
- Peter Gabriel
- Dire Straits
- Miriam Makeba
- Simple Minds
- Eurythmics
- Tracy Chapman
- Playing for Change
- Joan Baez
- Paul Simon
- Angélique Kidjo
- Rhiannon Giddens,...